# Degeneração (matemática)

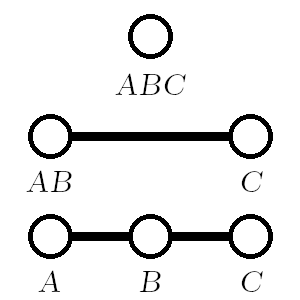
O gráfico dos três tipos de triângulos degenerados; veja en:Degenerescência (matemática).

Em matemática, um caso degenerado é um caso limite no qual uma classe de objeto altera sua natureza para aproximar-se muito a um objeto de outra classe, normalmente, mais simples.
Um caso degenerado, portanto, tem características especiais, que se afastam das propriedades genéricas da categoria mais ampla e que, sob uma pequena perturbação, poderiam ser perdidas.
- Um ponto é um círculo degenerado, no qual o raio tende a zero.
- Um círculo é forma degenerada de uma elipse na qual a excentricidade tende a zero.
- Uma reta é uma forma degenerada de uma parábola, se a parábola está contida em um plano tangente.
- Um segmento é uma forma degenerada de um retângulo se este tem um dos lados de comprimento zero.
- Uma hipérbole pode degenerar em duas retas secantes em um ponto, através de uma família de hipérboles que tem retas em comum, as assíntotas.
- Um conjunto que contém um ponto singular é um continuo degenerado. Por exemplo {(x,y)/ xy = 1}.
- Uma variável aleatória que pode tomar um só valor tem uma distribuição degenerada.
- Uma esfera é um toro canônico degenerado, onde o eixo de revolução passa pelo centro do círculo gerador e não fora dele.
- Um triângulo degenerado tem seus vértices colineares.
- Uma reta é uma forma degenerada de uma elipse , quando seus focos se afastam sem limite do centro.
- Analogamente os zeros de um polinômio se chamam degenerados se eles coincidem, embora geralmente os zeros de um polinômio de grau n sejam diferentes.
- Um valor próprio degenerado (quando o polinômio característico tem uma raiz múltipla) é aquela que tem mais que um vetor linearmente independente.
- Em mecânica quântica qualquer caso de multiplicidade dos valores próprios dos operadores hamiltonianos ocasiona níveis degenerados de energia. Normalmente, qualquer degeneração indica alguma simetria declinante no sistema.